# سرنوشت‌ها و خشم‌ها
سرنوشت‌ها و خشم‌ها (انگلیسی: Fates & Furies؛‏ کره‌ای: 운명과 분노) یک مجموعه تلویزیونی محصول کره جنوبی سال ۲۰۱۸ با بازی لی مین جونگ، جو سانگ ووک و لی کی وو است. این مجموعه از ۱ دسامبر ۲۰۱۸ تا ۹ فوریه ۲۰۱۹، شنبه‌ها چهار قسمت پشت سرهم از ساعت ۲۰:۵۵ تا ۲۳:۱۵ (کی‌اس‌تی) از اس‌بی‌اس پخش شد. سرنوشت‌ها و خشم‌ها آخرین مجموعه پروژه ویژه آخر هفته (주말 특별기획 드라마) در شبکه اس‌بی‌اس بود.

## تولید
اولین جلسه فیلمنامه خوانی در ۱۱ سپتامبر ۲۰۱۸ در اس‌بی‌اس استودیو در تانهیون، ایلسان، کره جنوبی انجام شد.
لی مین جونگ و جو سانگ ووک پیش از این در بانوی مجرد حیله‌گر (۲۰۱۴) همکاری داشتند.